# 上溝駅

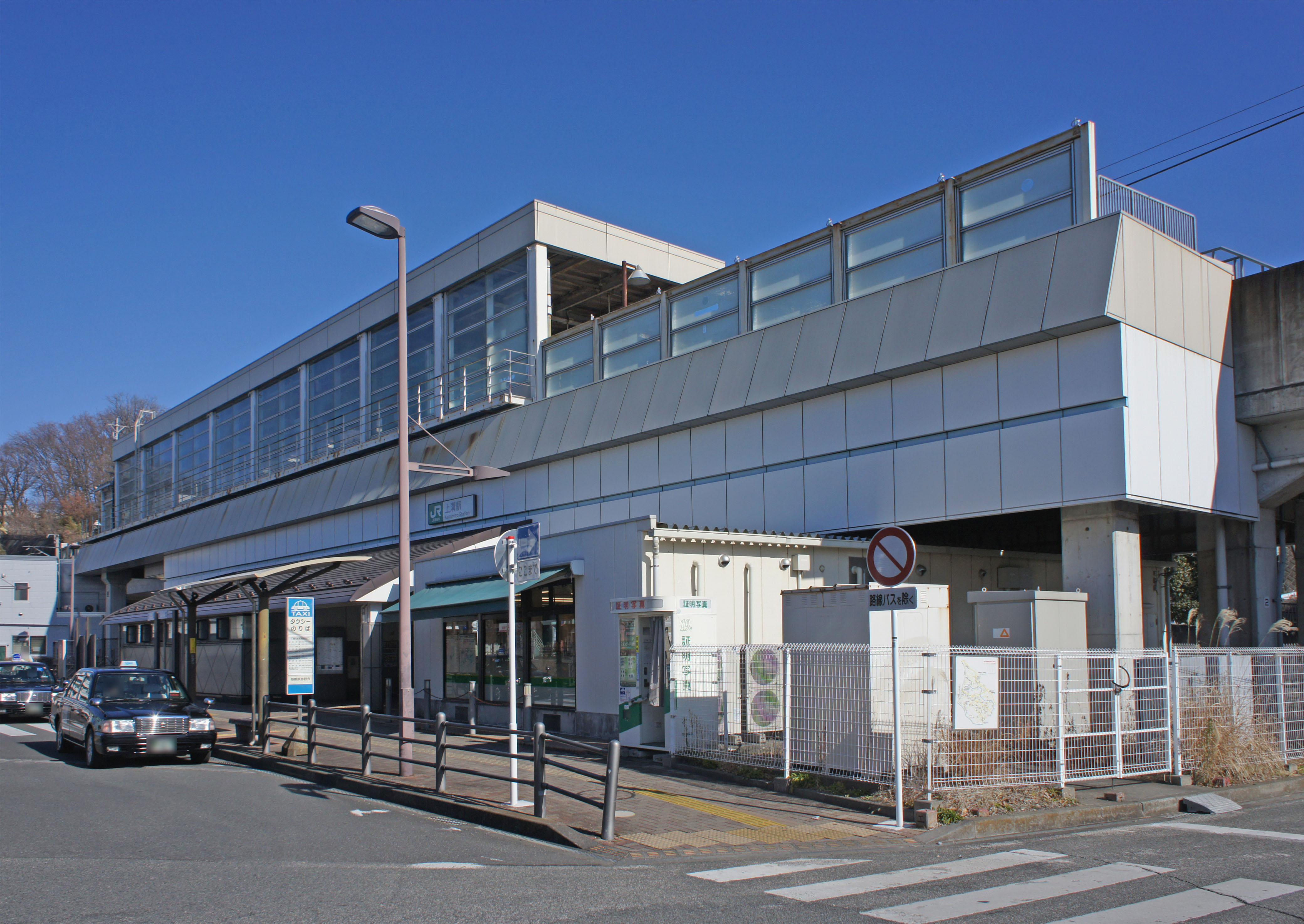
西口（2022年2月）

上溝駅（かみみぞえき）は、神奈川県相模原市中央区上溝七丁目にある、東日本旅客鉄道（JR東日本）相模線の駅である。

## 歴史
開業当初から1944年（昭和19年）までは現在の番田駅が上溝駅と称していた。

### 年表
- 1927年（昭和2年）6月：相武電気鉄道の駅の建設が始まるが、資金に行き詰まり、工事は中断、1936年（昭和11年）には同社が破産した。
  - ほぼ同時期に相模鉄道の建設工事も行われ、両社間の調整により地平面上を通る相武電気鉄道をオーバークロスする形で相模鉄道が通過するものとされた。そのために相武電気鉄道の建設が挫折した後も、築堤上に相模鉄道の駅が設けられることとなった。
- 1931年（昭和6年）4月29日：厚木 - 橋本間の開通時に、相模鉄道の相模横山駅（さがみよこやまえき）として開業[1]。
- 1935年（昭和10年）11月7日届出：本上溝駅（ほんかみみぞえき）に改称[1]。
- 1944年（昭和19年）6月1日：国有化、運輸通信省（後の日本国有鉄道）相模線の駅となる[1]。同時に上溝駅に改称[1]。
- 1979年（昭和54年）10月1日：荷物扱い廃止[1]。
- 1987年（昭和62年）4月1日：国鉄分割民営化により、JR東日本の駅となる[1]。
- 1997年（平成7年）2月26日：自動改札機を設置し、供用開始[4]。
- 2001年（平成13年）
  - 4月8日：駅高架化。同時に駅前広場が整備され、バスターミナルも完成した。
  - 11月18日：ICカード「Suica」供用開始。
- 2016年（平成28年）
  - 3月2日：発車メロディーが相模線標準のものに、また自動放送がユニペックス型放送から巌根・館山型放送に変更。
  - 3月4日：みどりの窓口の営業を終了。

## 駅構造
単式ホーム1面1線を有する相模線唯一の高架駅で、駅舎は高架下にある。
橋本駅管理の業務委託駅（JR東日本ステーションサービス委託）で、自動券売機・多機能券売機・自動改札機・自動精算機が設置されている。なお、お客さまサポートコールシステムが導入されており、一部時間帯は遠隔対応のため改札係員は不在となる。このほか、エレベーター・エスカレータ・多機能トイレ・点字運賃表・飲料販売機・公衆電話・公衆トイレ・NewDaysがある（2010年6月30日以前は今のNewDaysの場所にマクドナルド上溝駅前店が出店していた）。
2001年（平成13年）4月8日に高架化が完成した。これにより高架下両側に跨ってバスターミナルを含む駅前広場が整備された。高架化以前は築堤上に1面1線の単式ホームと平屋の駅本屋を持ち、階段でガード下の県道と連絡する構造であった。なお高架化に際してわずかに（新駅の幅だけ）東に移動している。
2016年（平成28年）3月4日を以てみどりの窓口の営業が終了し、出札窓口が閉鎖された。みどりの窓口の代替として、2台設置されていた自動券売機の1台を多機能券売機に入れ替えている。

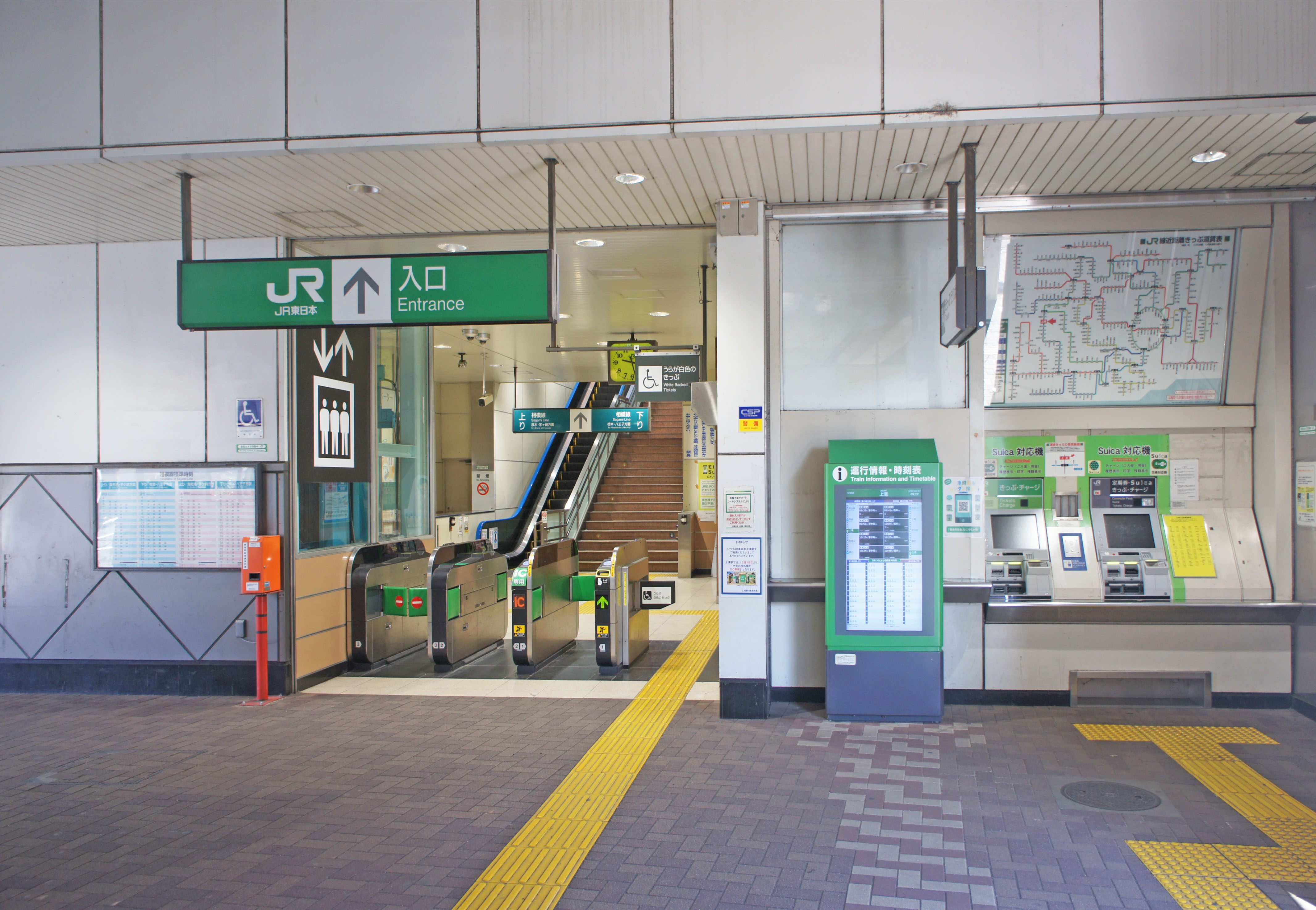
改札口（2022年2月）
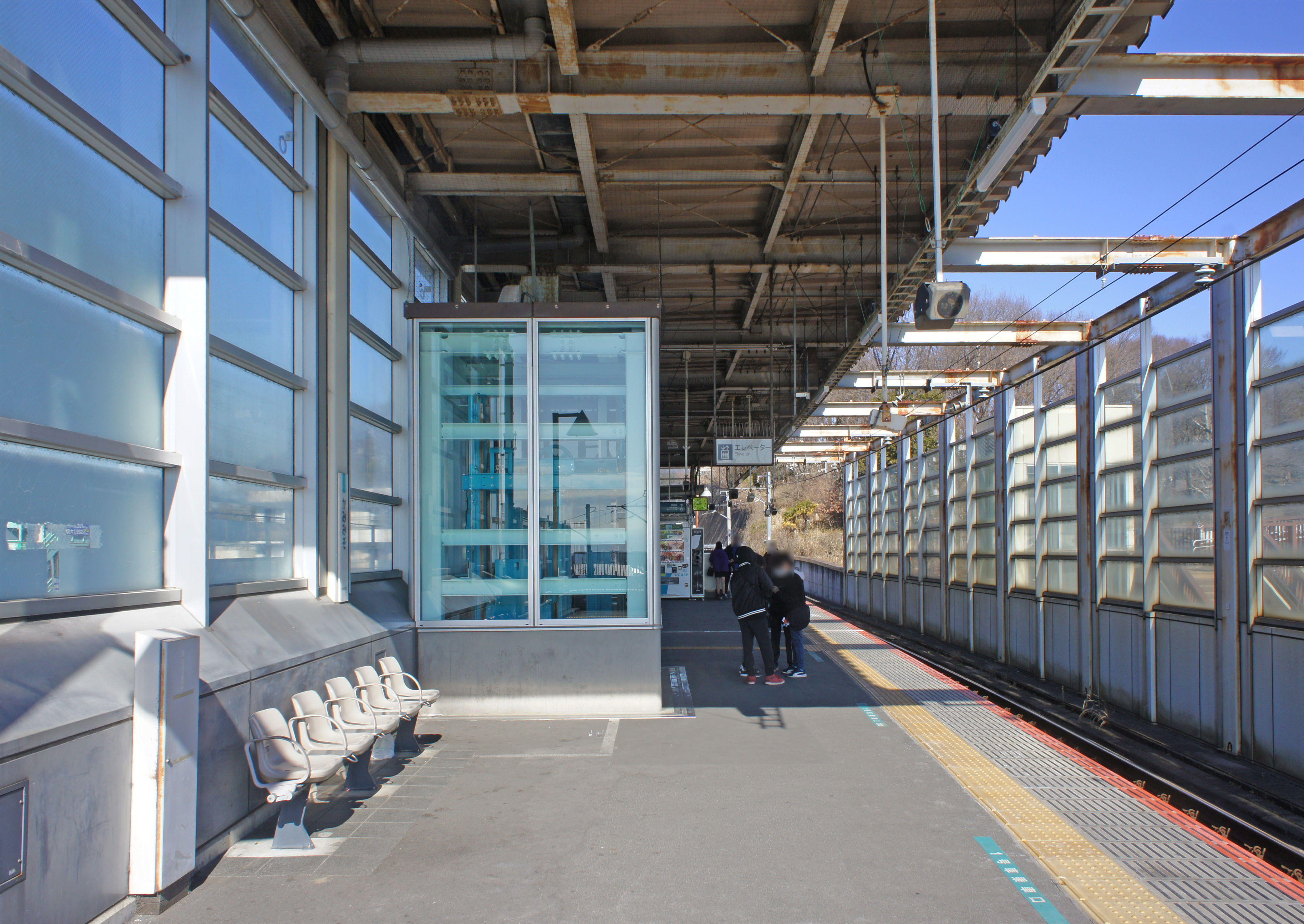
ホーム（2022年2月）
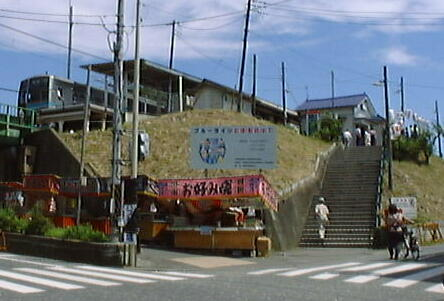
旧駅舎（1999年7月） 県道上・上溝駅下バス停付近から撮影。現在の西口広場への入口に当たる。

## 利用状況
2023年度（令和5年度）の1日平均乗車人員は5,915人である。毎年7月下旬に行われる「上溝夏祭り」会場の最寄り駅であるため、開催日には混雑する。
1975年度（昭和50年度）以降の1日平均乗車人員の推移は下表の通りである。
| 年度               | 1日平均 乗車人員 |
| ------------------ | ---------------- |
| 1975年（昭和50年） | 2,263            |
| 1980年（昭和55年） | 2,281            |
| 1985年（昭和60年） | 1,646            |
| 1989年（平成元年） | 2,105            |
| 1993年（平成05年） | 4,343            |
| 1995年（平成07年） | 4,661            |
| 1998年（平成10年） | 4,955            |
| 2000年（平成12年） | 4,732            |
| 2001年（平成13年） | 4,650            |
| 2002年（平成14年） | 4,768            |
| 2003年（平成15年） | 4,899            |
| 2004年（平成16年） | 5,022            |
| 2005年（平成17年） | 5,130            |
| 2006年（平成18年） | 5,350            |
| 2007年（平成19年） | 5,588            |
| 2008年（平成20年） | 5,728            |
| 2009年（平成21年） | 5,603            |
| 2010年（平成22年） | 5,530            |
| 2011年（平成23年） | 5,351            |
| 2012年（平成24年） | 5,602            |
| 2013年（平成25年） | 5,800            |
| 2014年（平成26年） | 5,717            |
| 2015年（平成27年） | 5,882            |
| 2016年（平成28年） | 5,999            |
| 2017年（平成29年） | 6,182            |
| 2018年（平成30年） | 6,286            |
| 2019年（令和元年） | 6,341            |
| 2020年（令和02年） | 4,689            |
| 2021年（令和03年） | 5,139            |
| 2022年（令和04年） | 5,516            |
| 2023年（令和05年） | 5,915            |

## 駅周辺
上溝は相模原市のかつての中心地で、相模原町時代には町役場があった。駅北側にはさがみはらグリーンプールや野球場を併設した横山公園があり、駅東側の高台には三菱重工業の宿泊施設「三菱重工相模クラブ」がかつて存在していた（2015年春に閉鎖され、建物は夏以降に解体された）。駅西側にはさまざまな商店や飲食店等が軒を連ねている。なお相模原駅または矢部駅まで3 kmほどである。
- 相模原市立上溝小学校
- 相模原市立上溝中学校
- 神奈川県立上溝高等学校
- 神奈川県立相模田名高等学校
- 神奈川県立相模原高等学校
- ダイエー上溝店
- さがみはらグリーンプール
- 光と緑の美術館

## バス路線

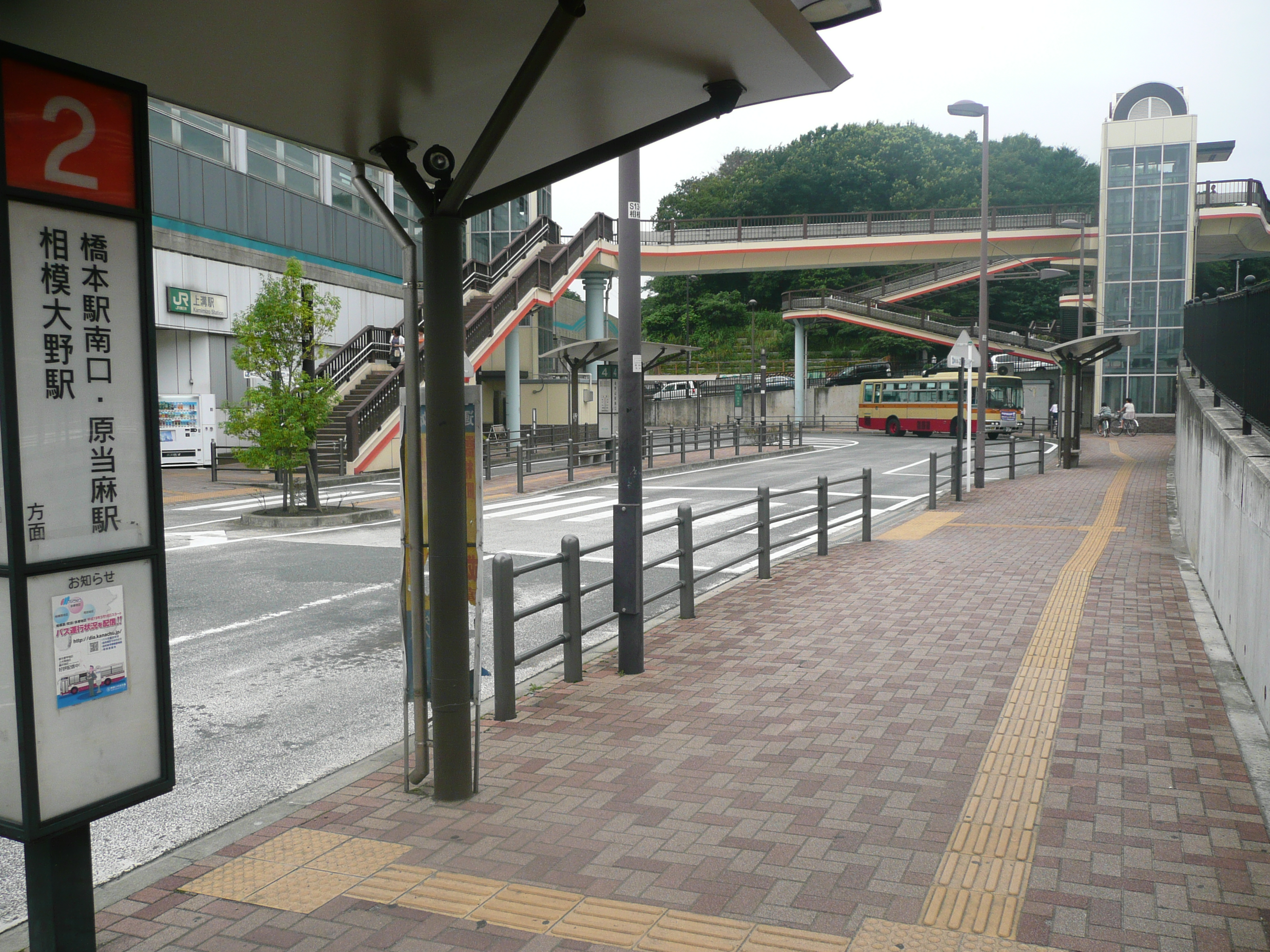
上溝駅バスロータリー

駅前にバスロータリーがあり、神奈川中央交通（橋本営業所・相模原営業所）が運行する路線バスが発着している。停留所名は「上溝」で、「駅」の文字は入らない。
2001年（平成13年）4月に駅前広場が整備されるまでは、相模線ガード下の県道上に「上溝駅下」停留所が設けられ、約300 m西方に「上溝」と称する小規模なバス折返場があった。駅前広場の完成と共に折返場が移転する形で駅前にバスロータリーが設置された。なお、元の上溝停留所は「上溝中央」に改称されており、その後も数年間はバスの待機所として使用されていたが、現在は神奈中システムプラン運営のミスタードーナツになっている。
| のりば | 系統・行先                                                     |
| ------ | -------------------------------------------------------------- |
| 1      | 相12・相14：相模原駅南口                                       |
| 2      | - 大15：相模大野駅北口 - 橋34：橋本駅南口                      |
| 3      | - 淵53：田名バスターミナル / 水郷田名 - 淵59：愛川バスセンター |
| 4      | 淵52・淵53・淵59：淵野辺駅南口                                 |

## その他
- 小田急多摩線を唐木田駅から相模原駅を経て当駅まで延伸させる計画がある。

## 隣の駅
東日本旅客鉄道（JR東日本）
■相模線
番田駅 - 上溝駅 - *作ノ口駅 - 南橋本駅
*打消線は廃駅

### 記事本文
1. 1 2 3 4 5 6 7  石野哲 編『停車場変遷大事典 国鉄・JR編』 II（初版）、JTB、1998年10月1日、83頁。ISBN 978-4-533-02980-6。
2. 1 2  事業エリアマップ - JR東日本ステーションサービス.2021年9月14日閲覧
3. 1 2 3  “駅の情報（上溝駅）：JR東日本”.   東日本旅客鉄道. 2023年11月18日時点のオリジナルよりアーカイブ。2023年11月19日閲覧。
4. ↑  「JR年表」『JR気動車客車編成表 '97年版』ジェー・アール・アール、1997年7月1日、183頁。ISBN 4-88283-118-X。
5. ↑  “東日本ユニオンNo.124号” (PDF). JR 東日本労働組合横浜地方本部. (2015年12月6日) 2016年3月13日閲覧。 {{cite news}}: |date=の日付が不正です。 (説明)⚠
6. ↑  相模原市統計書 - 相模原市
7. ↑  神奈川県県勢要覧
8. ↑  線区別駅別乗車人員（1日平均）の推移 (PDF)  - 19ページ
9. 1 2 3 4  「上溝駅」のバスのりば、神奈川中央交通公式ホームページ、2021年7月14日閲覧

### 利用状況
JR東日本の2000年度以降の乗車人員
1. ↑  JR東日本 各駅の乗車人員（2000年度）
2. ↑  JR東日本 各駅の乗車人員（2001年度）
3. ↑  JR東日本 各駅の乗車人員（2002年度）
4. ↑  JR東日本 各駅の乗車人員（2003年度）
5. ↑  JR東日本 各駅の乗車人員（2004年度）
6. ↑  JR東日本 各駅の乗車人員（2005年度）
7. ↑  JR東日本 各駅の乗車人員（2006年度）
8. ↑  JR東日本 各駅の乗車人員（2007年度）
9. ↑  JR東日本 各駅の乗車人員（2008年度）
10. ↑  JR東日本 各駅の乗車人員（2009年度）
11. ↑  JR東日本 各駅の乗車人員（2010年度）
12. ↑  JR東日本 各駅の乗車人員（2011年度）
13. ↑  JR東日本 各駅の乗車人員（2012年度）
14. ↑  JR東日本 各駅の乗車人員（2013年度）
15. ↑  JR東日本 各駅の乗車人員（2014年度）
16. ↑  JR東日本 各駅の乗車人員（2015年度）
17. ↑  JR東日本 各駅の乗車人員（2016年度）
18. ↑  JR東日本 各駅の乗車人員（2017年度）
19. ↑  JR東日本 各駅の乗車人員（2018年度）
20. ↑  各駅の乗車人員（2019年度） - JR東日本
21. ↑  各駅の乗車人員（2020年度） - JR東日本
22. ↑  各駅の乗車人員（2021年度） — JR東日本
23. ↑  各駅の乗車人員（2022年度） — JR東日本
24. ↑  各駅の乗車人員（2023年度） — JR東日本